# Глазчатый бражник
Бражник глазчатый (лат. Smerinthus ocellatus) — вид бабочек из семейства бражников (Sphingidae).

## Описание

### Бабочка
Длина переднего крыла 35—45 мм. Размах крыльев — 70—95 мм. Передние крылья с вытянутой вершиной и вырезкой на нижней части внешнего края. Передние крылья бурого цвета с тёмным мраморным рисунком. Переднеспинка с широкой продольной коричневой полосой. Задние крылья у основания розовато-красные. На них располагаются большие глазчатые пятна — глазок чёрного цвета с цельным голубым колечком внутри. Усики пильчатые.
- Smerinthus ocellata ♂️
- Smerinthus ocellata ♂️
- Smerinthus ocellata ♀️
- Smerinthus ocellata ♀️

### Гусеница
Гусеница достигает длины 60—80 мм. Имеет два вида окраски: синевато-зелёную и яблочно-зелёную с белыми косыми полосами по бокам и красными дыхальцами. Передняя часть тела гусеницы сужена. Голова сине-зелёная с двумя жёлтыми полосками. Характерным видовым признаком является синеватый цвет рога гусеницы. Питается гусеница на тополях и ивах, реже на яблоне, сливе, ольхе, берёзе, липе.

## Биология
За год, в зависимости от участка ареала, развивается одно-два поколения: I — апрель—июнь, II — июль—август. В некоторые годы может давать три поколения. При этом чёткого разделения нет: одновременно можно найти и бабочек, и гусениц всех возрастов. Бабочка не питается.
В случае опасности бабочка демонстрирует нижние крылья с глазчатыми пятнами, трепеща при этом верхними крыльями, — пример отпугивающей окраски и поведения.

## Ареал
Широко распространён в Европе (кроме крайнего севера), Южном Средиземноморье, Малой Азии. В СНГ — в европейской части, на Кавказе, в Казахстане, Западной Сибири, в Крыму, в Приуралье.

## Местообитание
Населяет широколиственные и смешанные леса, лесополосы, парки, сады, антропогенные ландшафты.